# Neda

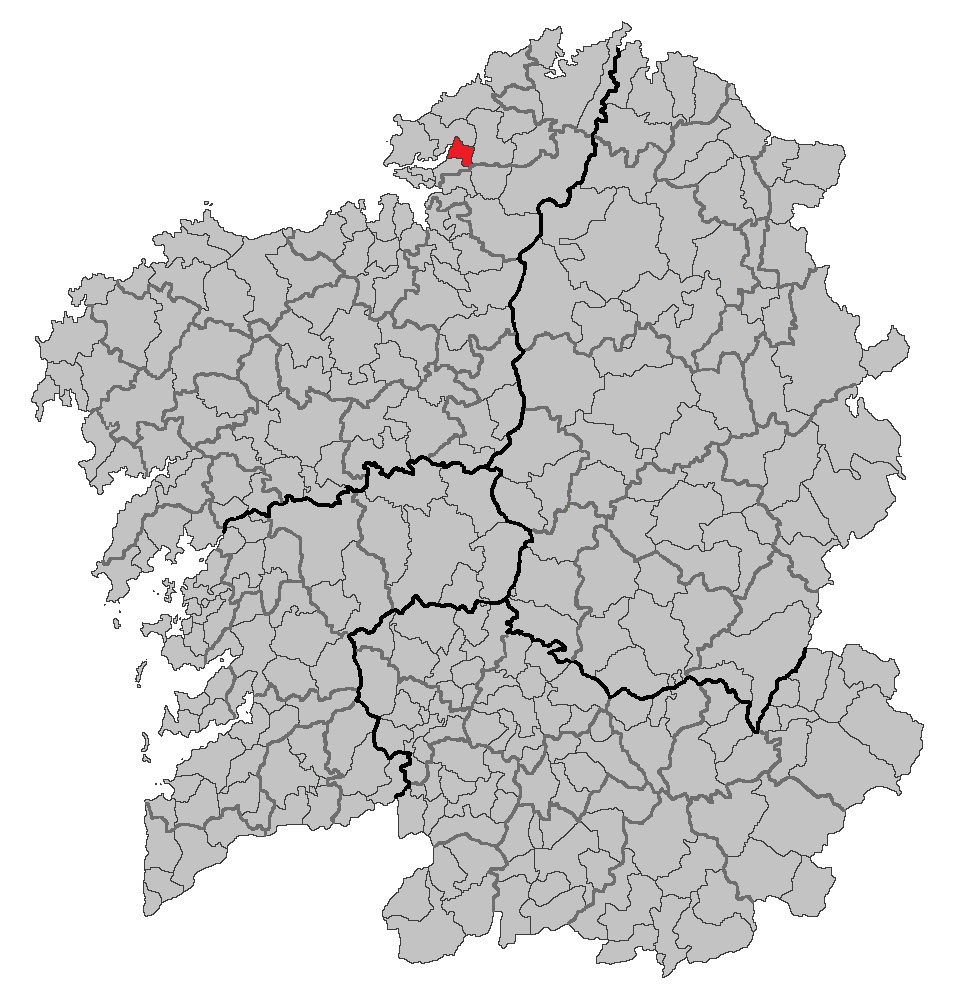
Localização de Neda

Neda é um município da Espanha na província 
da Corunha, 
comunidade autónoma da Galiza, de área 22,73 km² com 
população de 5649 habitantes (2007) e densidade populacional de 242,95 hab/km².

## Demografia
| Variação demográfica do município entre 1991 e 2004 | Variação demográfica do município entre 1991 e 2004 | Variação demográfica do município entre 1991 e 2004 | Variação demográfica do município entre 1991 e 2004 |
| --------------------------------------------------- | --------------------------------------------------- | --------------------------------------------------- | --------------------------------------------------- |
| 1991                                                | 1996                                                | 2001                                                | 2004                                                |
| 6456                                                | 6221                                                | 5958                                                | 5804                                                |